# Roccia Nera
Roccia Nera (niem. Schwarzfluh) – szczyt w Alpach Pennińskich, w masywie Breithorn - Lyskamm. Leży na granicy między Szwajcarią (kanton Valais) a Włochami (region Dolina Aosty). Jest jednym z wierzchołków Breithornu. Szczyt można zdobyć ze schronisk Cabane du Mont Rose (2795 m) i Rifugio Teodulo (3317 m), Bivacco Rossi e Volante (3750 m) oraz Rifugio Guide Valle d'Ayas (3420 m).